# Péron
Péron ist eine französische Gemeinde im Département Ain in der Region Auvergne-Rhône-Alpes.

## Geographie
Péron liegt auf 530 m, etwa 17 Kilometer westlich der Stadt Genf (Luftlinie). Das ehemalige Bauerndorf erstreckt sich im Pays de Gex an aussichtsreicher erhöhter Lage am Fuß des Juras, am westlichen Rand des Genfer Beckens im Quellgebiet der Annaz (rechter Zufluss der Rhône). Im Osten grenzt das Gemeindegebiet von Péron auf einer Länge von 70 Metern an die Schweiz.
Die Fläche des 26,01 km² großen Gemeindegebiets umfasst einen Abschnitt des Pays de Gex. Das Gebiet zerfällt in zwei naturräumlich sehr unterschiedliche Teile. Der östliche Teil wird von der fruchtbaren Ebene am Jurafuß eingenommen. Dieses Plateau, ein Molassebecken, das vom eiszeitlichen Rhonegletscher überformt wurde, wird von der Groise respektive der Annaz nach Süden zur Rhône entwässert. Die Bäche fließen durch mehr oder weniger tief in das Plateau eingeschnittene Erosionsrinnen. Während Teile des Plateaus waldbedeckt (Bois de Ban) sind, werden andere landwirtschaftlich genutzt. Gegen den Jura hin steigt das Plateau allmählich an.
Nach Westen erstreckt sich das Gemeindeareal über den steilen, dicht bewaldeten Hang (Bois de Péron) bis auf den Kamm der vordersten Jurakette. Die Grenze verläuft auf der Krete, die gegen Westen mit einer Felswand steil abfällt. Auf der Pierre de la Lune wird mit 1505 m die höchste Erhebung von Péron erreicht. Anders als in den übrigen Abschnitten ist die Jurakette oberhalb von Péron fast durchgehend bewaldet und besitzt hier nur einige kleine Bergweiden. Das Gemeindegebiet ist Teil des Regionalen Naturparks Haut-Jura (frz.: Parc naturel régional du Haut-Jura).
Zu Péron gehören neben dem ursprünglichen Ort auch verschiedene Dörfer, Weiler und Neubausiedlungen, nämlich:
- Logras (505 m) am Jurafuß westlich der Annaz
- Feigères (638 m) am unteren Jurahang
- Greny (488 m) auf dem Plateau am Jurafuß

Nachbargemeinden von Péron sind Challex im Osten, Pougny und Farges im Süden, Chézery-Forens im Westen, Saint-Jean-de-Gonville im Norden sowie die schweizerische Gemeinde Dardagny im äußersten Osten.

## Geschichte
Urkundlich erwähnt wird Péron im 12. und 13. Jahrhundert unter den Namen Pyrons und Piruns. Im Lauf der Zeit wandelte sich die Schreibweise über Pirons (1344), Piron (1528) und Peron (1554) zum heutigen Namen. Der Ortsname geht auf das altfranzösische Wort peron (großer Stein, Felsbrocken) zurück.
Das Gebiet des heutigen Péron war im Mittelalter in verschiedene kleine Herrschaften aufgeteilt. Im 14. Jahrhundert kam das Dorf unter die Oberhoheit der Grafen von Savoyen. Danach teilte Péron die wechselvolle Geschichte des Pays de Gex, mit dem es nach Abschluss des Vertrages von Lyon 1601 endgültig an Frankreich gelangte.

## Bevölkerungsentwicklung
| Jahr                       | 1962 | 1968 | 1975 | 1982 | 1990 | 1999 | 2011 | 2021 |
| -------------------------- | ---- | ---- | ---- | ---- | ---- | ---- | ---- | ---- |
| Einwohner                  | 654  | 701  | 891  | 1005 | 1202 | 1579 | 2254 | 2838 |
| Quellen: Cassini und INSEE |      |      |      |      |      |      |      |      |

Mit 2900 Einwohnern (Stand 1. Januar 2022) gehört Péron zu den kleineren Gemeinden des Départements Ain. Seit Beginn der 1970er Jahre wurde ein markantes Bevölkerungswachstum verzeichnet, das bis heute anhält. Außerhalb des alten Ortskerns wurden zahlreiche neue Einfamilienhäuser gebaut.

## Sehenswürdigkeiten
Die Kirche Saint-Antoine in Péron erhielt ihre heutige Gestalt beim Neubau im 19. Jahrhundert. Im Ortskern sind verschiedene alte Bauernhäuser aus dem 18. und 19. Jahrhundert im charakteristischen Stil des Pays de Gex erhalten.

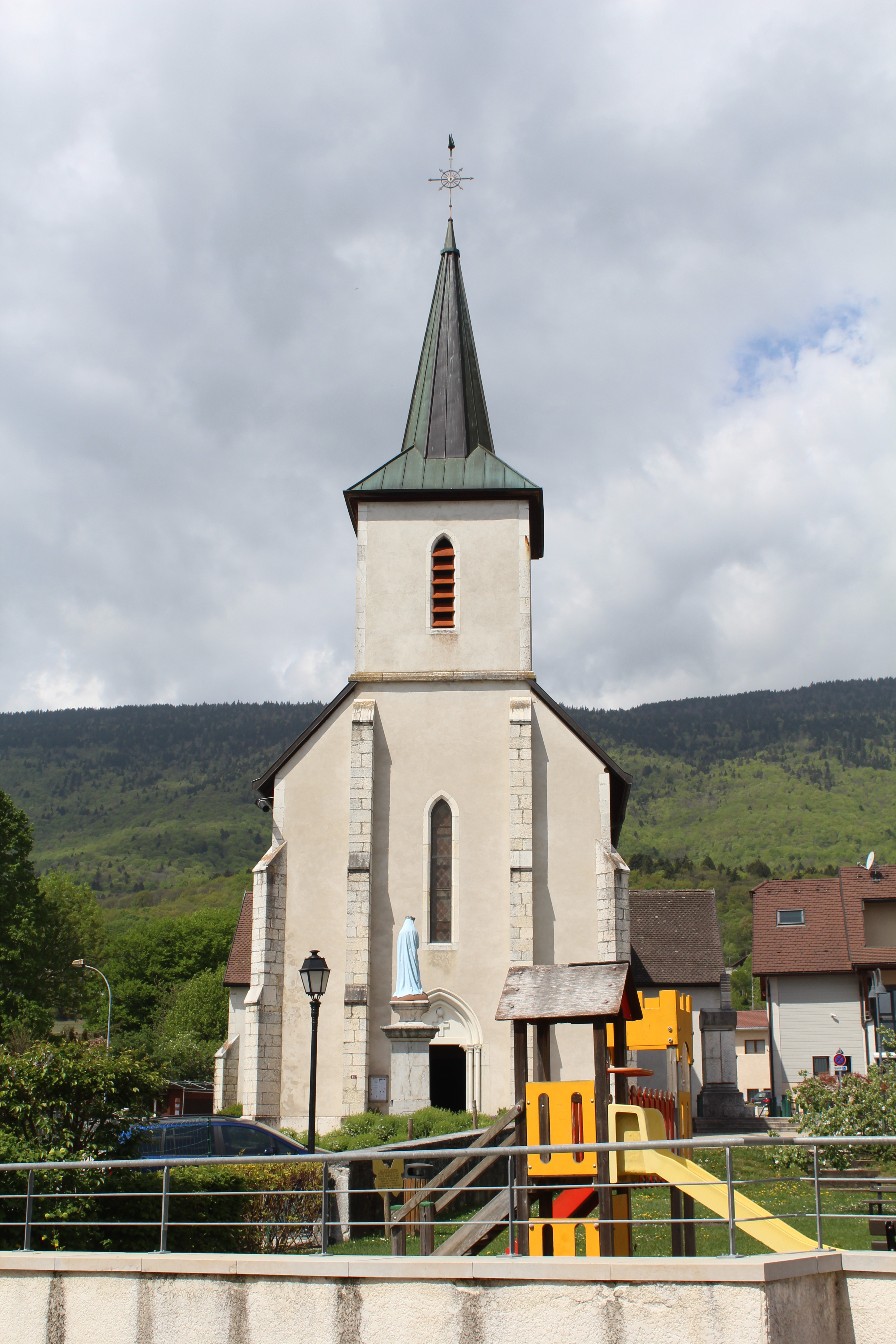
Kirche Saint-Antoine
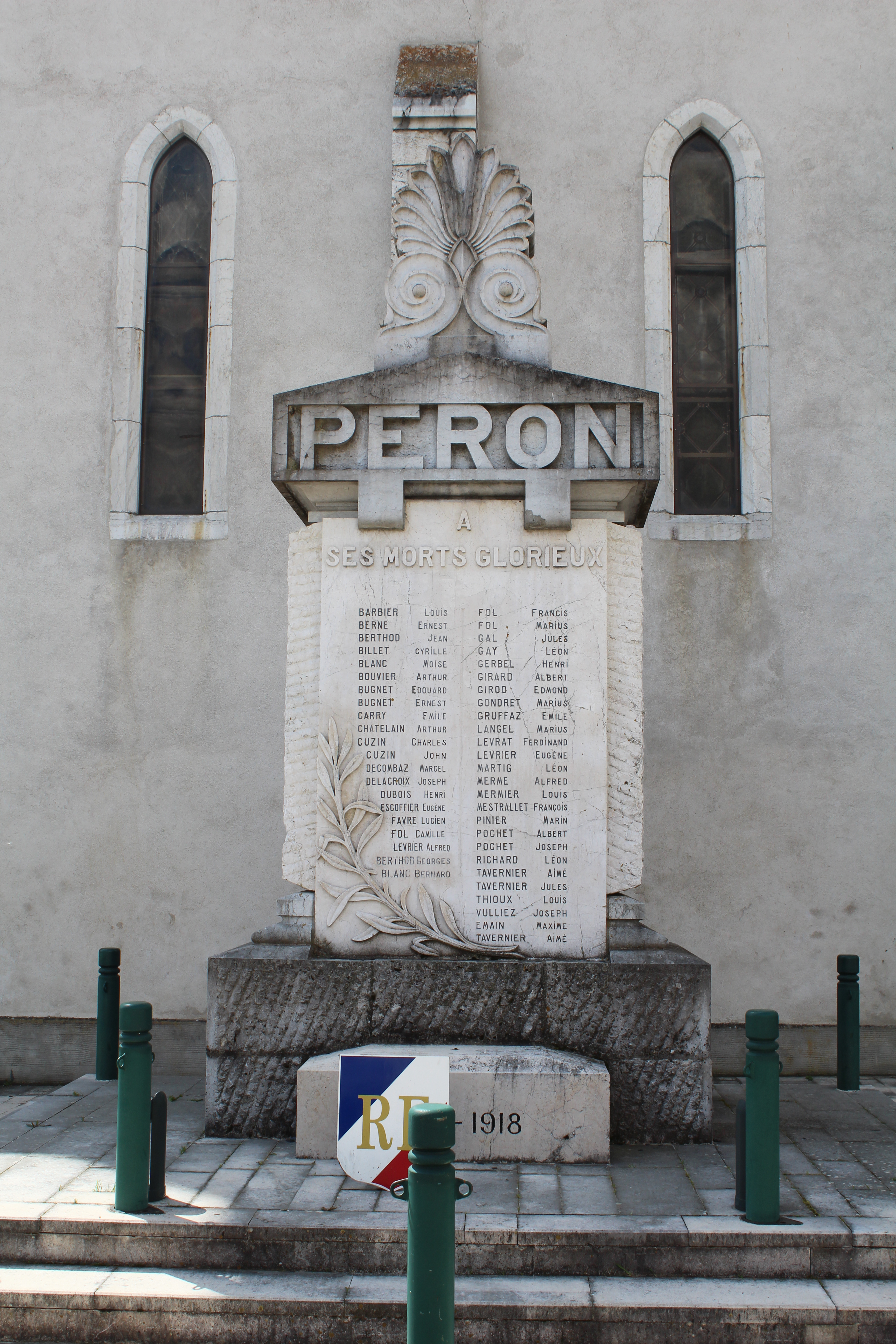
Gefallenendenkmal

## Wirtschaft und Infrastruktur
Péron war bis weit ins 20. Jahrhundert hinein ein vorwiegend durch die Landwirtschaft geprägtes Dorf. Heute gibt es einige Betriebe des Klein- und Mittelgewerbes. Entlang der Hauptstraße hat sich ein kleines Gewerbegebiet entwickelt. Mittlerweile hat sich das Dorf auch zu einer Wohngemeinde gewandelt. Zahlreiche Erwerbstätige sind Wegpendler, die in den größeren Ortschaften des Pays de Gex oder als Grenzgänger in der Agglomeration Genf arbeiten.
Die Ortschaft ist verkehrsmäßig gut erschlossen. Sie liegt oberhalb der Departementsstraße D984, die von Collonges entlang dem Jurafuß nach Saint-Genis-Pouilly führt. Diese wurde durch den Bau der vierspurigen Schnellstraße D884 durch das Pays de Gex entlastet. Weitere Straßenverbindungen bestehen mit Pougny, Challex und Saint-Jean-de-Gonville. Die einstige Bahnlinie, die von Bellegarde-sur-Valserine nach Divonne-les-Bains führte und auch Péron bediente, wurde stillgelegt. An ihrer Stelle verkehrt heute eine Buslinie.